# 2004年の横浜ベイスターズ
2004年の横浜ベイスターズ（2004ねんのよこはまベイスターズ）では、2004年の横浜ベイスターズの動向をまとめる。
この年の横浜ベイスターズは、山下大輔監督の2年目のシーズンである。

## 概要
山下政権2年目となったチームは6年前の日本一の立役者だった大魔神・佐々木主浩をシアトル・マリナーズから獲得、またチームOBの松原誠をヘッド兼打撃コーチとして招聘。松原ヘッドコーチを含めコーチ陣のほとんどをチームOBで固め（福田功バッテリーコーチは中日出身）、石井琢朗、鈴木尚典ら1998年の優勝&日本一メンバーが多く残っていたことから6年ぶりの覇権奪回が期待された。チームは出足の悪かった前年とは違い、4月を首位で終えるが、5月に入ってからは大きく負け越し、広島との最下位争いを強いられることになった。最終的に前年から借金を大幅に減らしたものの、優勝した中日に20ゲーム、3位の巨人に12ゲーム差をつけられ、3年連続の最下位でシーズン終了。投手陣は三浦大輔が負け越しながらも防御率でリーグ9位に入り、新外国人のスコット・マレンが7勝ながらチーム最多の投球回数をあげ、もう一人の新外国人セドリック・バワーズも規定投球回未満ながら3点台後半で健闘しチーム防御率は4.47でリーグ3位、そして守護神の佐々木は衰えが目立ったものの19セーブを挙げたがかつて守護神ではなく8月に3試合連続抑えを失敗。2ケタ勝利は0人。打撃陣は4番のタイロン・ウッズが本塁打王、佐伯貴弘がリーグ3位の.322、多村仁が3割40本100打点を達成し、内川聖一が前年から出場試合数を増やして17本塁打を放つなど最後まで打線が好調で、チーム打率は.279でリーグトップと前年から大幅に上がった。そして彼らの活躍が、翌年のAクラス入りにつながることになる。なお、契約満了に伴い山下監督はこの年限りで退任し、代わってTBSで野球解説者を務めていた牛島和彦が監督に就任した。オフにこの年本塁打王のウッズが中日に移籍。3年連続の最下位に加え、一場事件によって砂原オーナーが辞任に追い込まれるなど、まさに踏んだり蹴ったりの1年となった。

## チーム成績

### レギュラーシーズン
|   | 開幕：4/2 | 開幕：4/2 | 5/1 | 5/1      | 6/1 | 6/1      | 7/2 | 7/2      | 8/3 | 8/3      | 9/1 | 9/1      |
| - | --------- | --------- | --- | -------- | --- | -------- | --- | -------- | --- | -------- | --- | -------- |
| 1 | 遊        | 石井琢朗  | 遊  | 石井琢朗 | 遊  | 石井琢朗 | 遊  | 石井琢朗 | 遊  | 石井琢朗 | 遊  | 石井琢朗 |
| 2 | 左        | 鈴木尚典  | 二  | 内川聖一 | 二  | 内川聖一 | 二  | 種田仁   | 右  | 金城龍彦 | 三  | 種田仁   |
| 3 | 中        | 多村仁    | 左  | 佐伯貴弘 | 左  | 古木克明 | 中  | 多村仁   | 左  | 佐伯貴弘 | 左  | 佐伯貴弘 |
| 4 | 一        | T.ウッズ  | 一  | T.ウッズ | 一  | T.ウッズ | 一  | T.ウッズ | 一  | T.ウッズ | 一  | T.ウッズ |
| 5 | 三        | 村田修一  | 中  | 多村仁   | 右  | 佐伯貴弘 | 左  | 佐伯貴弘 | 中  | 多村仁   | 中  | 多村仁   |
| 6 | 右        | 金城龍彦  | 右  | 金城龍彦 | 中  | 多村仁   | 右  | 金城龍彦 | 二  | 種田仁   | 右  | 古木克明 |
| 7 | 二        | 内川聖一  | 三  | 種田仁   | 三  | 種田仁   | 三  | 村田修一 | 三  | 村田修一 | 二  | 内川聖一 |
| 8 | 捕        | 相川亮二  | 捕  | 相川亮二 | 捕  | 相川亮二 | 捕  | 相川亮二 | 捕  | 相川亮二 | 捕  | 相川亮二 |
| 9 | 投        | 三浦大輔  | 投  | マレン   | 投  | 三浦大輔 | 投  | マレン   | 投  | 三浦大輔 | 投  | 土肥義弘 |

| 順位 | 4月終了時 | 4月終了時 | 5月終了時 | 5月終了時 | 6月終了時 | 6月終了時 | 7月終了時 | 7月終了時 | 8月終了時 | 8月終了時 | 最終成績 | 最終成績 |
| ---- | --------- | --------- | --------- | --------- | --------- | --------- | --------- | --------- | --------- | --------- | -------- | -------- |
| 1位  | 横浜      | --        | 中日      | --        | 中日      | --        | 中日      | --        | 中日      | --        | 中日     | --       |
| 2位  | 広島      | 1.0       | 巨人      | 1.0       | 巨人      | 5.0       | 巨人      | 2.5       | 巨人      | 5.0       | ヤクルト | 7.5      |
| 3位  | 中日      | 1.5       | 阪神      | 2.5       | 阪神      | 5.5       | ヤクルト  | 4.5       | ヤクルト  | 6.0       | 巨人     | 8.0      |
| 4位  | 阪神      | 1.5       | 広島      | 3.0       | ヤクルト  | 6.5       | 阪神      | 6.5       | 阪神      | 9.5       | 阪神     | 13.5     |
| 5位  | 巨人      | 2.0       | 横浜      | 4.0       | 広島      | 7.0       | 横浜      | 9.0       | 横浜      | 16.0      | 広島     | 20.0     |
| 6位  | ヤクルト  | 3.0       | ヤクルト  | 4.5       | 横浜      | 9.0       | 広島      | 10.5      | 広島      | 16.0      | 横浜     | 20.0     |

| 順位 | 球団               | 勝 | 敗 | 分 | 勝率 | 差   |
| 1位  | 中日ドラゴンズ     | 79 | 56 | 3  | .585 | 優勝 |
| 2位  | ヤクルトスワローズ | 72 | 64 | 2  | .529 | 7.5  |
| 3位  | 読売ジャイアンツ   | 71 | 64 | 3  | .526 | 8.0  |
| 4位  | 阪神タイガース     | 66 | 70 | 2  | .485 | 13.5 |
| 5位  | 広島東洋カープ     | 60 | 77 | 1  | .438 | 20.0 |
| 6位  | 横浜ベイスターズ   | 59 | 76 | 3  | .437 | 20.0 |

- プロ野球再編問題を巡るストライキにより、本来より2試合少ない138試合。

## オールスターゲーム2004
| - ファン投票 佐々木主浩 | - 監督推薦 三浦大輔 種田仁 |

## 表彰選手
| - タイロン・ウッズ 本塁打王（45本、2年連続2度目） | - ベストナイン タイロン・ウッズ（一塁手、初受賞） - ゴールデングラブ賞 受賞者なし |

## ドラフト
| 順位       | 選手名         | 守備位置       | 所属               | 結果           |
| ---------- | -------------- | -------------- | ------------------ | -------------- |
| 自由獲得枠 | 那須野巧       | 投手           | 日本大学           | 入団           |
| 自由獲得枠 | 染田賢作       | 投手           | 同志社大学         | 入団           |
| 1巡目      | （選択権なし） | （選択権なし） | （選択権なし）     | （選択権なし） |
| 2巡目      | （選択権なし） | （選択権なし） | （選択権なし）     | （選択権なし） |
| 3巡目      | （選択権なし） | （選択権なし） | （選択権なし）     | （選択権なし） |
| 4巡目      | 藤田一也       | 内野手         | 近畿大学           | 入団           |
| 5巡目      | 岸本秀樹       | 投手           | 近畿大学           | 入団           |
| 6巡目      | 石川雄洋       | 内野手         | 横浜高             | 入団           |
| 7巡目      | 橋本太郎       | 投手           | 大阪体育大学浪商高 | 入団           |
| 8巡目      | 桑原義行       | 外野手         | 日本大学           | 入団           |
| 9巡目      | 松家卓弘       | 投手           | 東京大学           | 入団           |
| 10巡目     | 齋藤俊雄       | 捕手           | 三菱自動車岡崎     | 入団           |